# Periclina
Periclina là một chi bướm đêm thuộc họ Geometridae. được tìm thấy năm 1993.